# Чикрій Аркадій Олексійович
Арка́дій Олексі́йович Чикрі́й (* 20 липня 1945, село Тарноруда Волочиського району Хмельницької області) — український учений у галузі математичної теорії оптимального керування та теорії динамічних ігор. Доктор фізико-математичних наук. Професор. Академік Національної академії наук України. Лауреат Премії НАН України імені В. М. Глушкова. Лауреат Державної премії України в галузі освіти (2018).

## Біографія
Народився в сім'ї вчителів. 1968 року закінчив механіко-математичний факультет Львівського університету за спеціальністю математика і був прийнятий на роботу до Інституту кібернетики НАН України, де нині працює на посаді завідувача відділу оптимізації керованих процесів.
1968 р. закінчив механіко -математичний факультет Львівського університету (за спеціальністю «математика»).
1968—1972 — інженер в Інституті кібернетики НАН України.
1972 р. — кандидат фіз.-мат. наук.
1972—1975 — молодший науковий співробітник в Інституті кібернетики НАН України.
1975—1986 — старший науковий співробітник.
1979 р. — доктор фіз.-мат. наук
1987 р. — професор.
З 1988 р. — завідувач лабораторії в Інституті кібернетики НАН України.
З 1990 р. — завідувач створеного на базі лабораторії відділу оптимізації керованих процесів.
1997 р. — член–кор. НАН України.
А. О. Чикрій — професор трьох університетів: Київського національного університету імені Тараса Шевченка (1980—2000, 2011—2016), Національного технічного університету «Київський політехнічний інститут» (1998), Чернівецького національного університету імені Юрія Федьковича (2010).
Автор 450 наукових праць. Серед них: 5 монографій та 30 міжнародних оглядів в журналах та книгах колективів авторів, понад 150 публікацій публікацій за кордоном. Науковий керівник 35 захищених кандидатських та 3 докторських дисертацій.

## Наукові інтереси
Спеціаліст в області прикладного нелінійного аналізу, зокрема, теорії многозначних відображень, теорії функцій дійсної змінної, математичних методів керування, теорії динамічних ігор та пошуку рухомих об'єктів, учень і послідовник, М. Красовського, Л. Понтрягіна, Б. Пшеничного.

## Основні результати
Заклав основи нелінійної теорії уникнення зіткнень рухомих об'єктів; запропонував позиційний метод групового переслідування, що узагальнює правило екстремального прицілювання М. Красовського; розробив метод розв'язуючих функцій, використавши функціонали Г. Мінковського і ввівши обернені їм відображення; встановив зв'язок з прямим методом Л. Понтрягіна, дав теоретичне обґрунтування класичного правила паралельного зближення та ситуації «оточення» по Б.Пшеничному в задачах групової взаємодії; запропонував методи пошуку рухомих об'єктів, що базуються на марковських моделях; розробив методи розв'язання інтегральних, диференціально-різницевих та інтегро-диференціальних ігор, ігрових задач для систем з дробовими похідними Рімана-Ліувілля, Капуто, Міллера-Росса, Хільфера, Грюнвальда-Летнікова, ігор з імпульсними керуваннями, конфліктно-керованих процесів для систем з розподіленими параметрами.

## Прикладні розробки
Розробив ряд проблемно-орієнтованих комп'ютерних систем, моделюючих комплексів та тренажерів, пов'язаних з керуванням рухомими об'єктами різної природи в умовах конфлікту та невизначеності.
Це, зокрема, моделюючий комплекс для оптимізації взаємодії угрупувань керованих об'єктів космічного базування, що рухаються по кругових та емпіричних орбітах, для програми «зоряних війн».
В авіаційній галузі розроблено тренажери для безпечного злету та посадки літаків в екстремальних умовах. Створена система для гарантування м'якої посадки літака на авіаносець. Остання робота виконана у співпраці з NIST (Національний інститут стандартів і технологій США).
В рамках проекту НТЦУ разом з харківськими та київськими фізиками в кооперації з Брукхейвенською національною лабораторією (США) розроблена система керування пучками заряджених частинок на основі рівнянь Власова та Фоккера-Планка-Колмогорова.
На базі марковської кліткової моделі створено моделюючий комплекс для пошуку та стеження за рухомими об'єктами для потреб ВМФ. Методика може бути застосована до пошуку стаціонарних цілей, що зазнали аварії та перебувають у важко доступних місцях, зокрема, затонулих суден, косяків риб.
Проблема уникнення сутичок рухомих об'єктів актуальна для безпечного руху в аеро та морських портах. Знання динамічних можливостей рухомих об'єктів та моделювання процесів дозволяє диспетчерським службам планувати безаварійне функціонування.

## Гранти та відзнаки
- Грант соросівського професора ISSER SPU 041077 (1994—1996)
- Державна премія України в  галузі  науки і техніки (1999)
- Грант STCU 1746 (2002—2004), грант STCU 5240 (2011—2013)
- Премія імені В. М. Глушкова (2003)
- Гранти ФФД (2011—2013, МОН), (2013—2015, МОН), (2014—2015,НАН)

## Членство в національних та міжнародних наукових організаціях
- AMS (American Mathematical Society)
- ISDG (International Society of Dynamic Games)
- GAMM (Gesellschaft fϋr Angewandte Mechanik und Mathematik)
- Pacific Optimization Research Activity Group (POP)
- Президент української асоціації динамічних ігор.

## Членство у редколегіях наукових журналів та збірників наукових праць
- Information Technology for Economics and Management (Poland, Gliwice), головний редактор по Східній Європі
- Проблемы управления и информатики
- Теория оптимальных решений
- Кибернетика и вычислительная техника.

## Публікації
- Динамические игры с разрывными траекториями / А. О. Чикрій, Ю. Г. Кривонос, И. И. Матичин . – Наук. думка, 2005. – 220с.
- Чикрій А. О. Конфликтно-управляемые процессы. – Наук. думка, 1992. – 384 с.